# موريلاند (أوكلاهوما)
موريلاند (بالإنجليزية: Mooreland, Oklahoma)‏ هي معلم جغرافي تقع في الولايات المتحدة في مقاطعة وودوارد، أوكلاهوما. يقدر عدد سكانها بـ 1,190 نسمة ومساحتها 2.1 كم2 و وترتفع عن سطح البحر 577 متر.

## التركيبة السكانية
حدّد مكتب تعداد الولايات المتحدة بيانات التركيبة السكانية لموريلاند في تعداد الولايات المتحدة. في ما يلي، التركيبة السكانية حسب تعدادي 2000 و2010.

### تعداد عام 2000
بلغ عدد سكان موريلاند 1,226 نسمة بحسب تعداد عام 2000، وبلغ عدد الأسر 477 أسرة وعدد العائلات 337 عائلة مقيمة في البلدة. في حين سجلت الكثافة السكانية 565 نسمة لكل كيلومتر مربع (1,463.3/ميل2). وبلغ عدد الوحدات السكنية 554 وحدة بمتوسط كثافة قدره 255.3 لكل كيلومتر مربع (661.2/ميل2).
وتوزع التركيب العرقي للبلدة بنسبة 95.02% من البيض و2.37% من الأمريكيين الأصليين و0.08% من الأمريكيين ذوي الأصول الآسيوية و1.88% من الأعراق الأخرى و0.65% من عرقين مختلطين أو أكثر و3.83% من الهسبانيون أو اللاتينيون من أي عرق.
بلغ عدد الأسر 477 أسرة كانت نسبة 36.1% منها لديها أطفال تحت سن الثامنة عشر تعيش معهم، وبلغت نسبة الأزواج القاطنين مع بعضهم البعض 56.8% من أصل المجموع الكلي للأسر، ونسبة 10.7% من الأسر كان لديها معيلات من الإناث دون وجود شريك،  بينما كانت نسبة 3.1% من الأسر لديها معيلون من الذكور دون وجود شريكة وكانت نسبة 29.4% من غير العائلات. تألفت نسبة 27.5% من أصل جميع الأسر من عدة أفراد يعيشون في نفس المنزل ونسبة 15.7% كانت تتألف من شخص يعيش بمفرده يبلغ من العمر 65 عاماً أو أكثر. وبلغ متوسط حجم الأسرة المعيشية 2.47، أما متوسط حجم العائلات فبلغ 2.99.
بلغ العمر الوسطي للسكان 40.0 عاماً. وكانت نسبة 27.6% من القاطنين تحت سن الثامنة عشر، وكانت نسبة 5.7% بين الثامنة عشر والرابعة والعشرين عاماً، ونسبة 23.7% كانت واقعةً في الفئة العمرية ما بين الخامسة والعشرين والرابعة والأربعين عاماً، ونسبة 20.7% كانت ما بين الخامسة والأربعين والرابعة والستين، ونسبة 18.2% كانت ضمن فئة الخامسة والستين عاماً فما فوق. يوجد لكل 100 أنثى 85.8 ذكر، ويوجد لكل 100 أنثى في الثامنة عشر من عمرها فما فوق 85.8 ذكر.
بلغ متوسط دخل الأسرة في البلدة 31,680 دولارًا، أما متوسط دخل العائلة فبلغ 38,654 دولارًا. وكان متوسط دخل الذكور 28,906 دولارًا مقابل 21,574 دولارًا للإناث. وسجل دخل الفرد الخاص بالبلدة 16,657 دولارًا. وكانت نسبة 9% من العائلات ونسبة 10.4% من السكان تحت خط الفقر، وكان من هؤلاء نسبة 15% تحت سن الثامنة عشر ونسبة 2.7% في الخامسة والستين من العمر وما فوق.

### تعداد عام 2010
بلغ عدد سكان موريلاند 1,190 نسمة بحسب تعداد عام 2010، وبلغ عدد الأسر 490 أسرة وعدد العائلات 314 عائلة مقيمة في البلدة. في حين سجلت الكثافة السكانية 548.4 نسمة لكل كيلومتر مربع (1,420.3/ميل2). وبلغ عدد الوحدات السكنية 562 وحدة بمتوسط كثافة قدره 259 لكل كيلومتر مربع (670.8/ميل2).
وتوزع التركيب العرقي للبلدة بنسبة 93.45% من البيض و0.08% من الأمريكيين الأفارقة و1.34% من الأمريكيين الأصليين و3.28% من الأعراق الأخرى و1.85% من عرقين مختلطين أو أكثر و6.64% من الهسبانيون أو اللاتينيون من أي عرق.
بلغ عدد الأسر 490 أسرة كانت نسبة 33.5% منها لديها أطفال تحت سن الثامنة عشر تعيش معهم، وبلغت نسبة الأزواج القاطنين مع بعضهم البعض 49.6% من أصل المجموع الكلي للأسر، ونسبة 9.4% من الأسر كان لديها معيلات من الإناث دون وجود شريك،  بينما كانت نسبة 5.1% من الأسر لديها معيلون من الذكور دون وجود شريكة وكانت نسبة 35.9% من غير العائلات. تألفت نسبة 30.8% من أصل جميع الأسر من عدة أفراد يعيشون في نفس المنزل ونسبة 14.3% كانت تتألف من شخص يعيش بمفرده يبلغ من العمر 65 عاماً أو أكثر. وبلغ متوسط حجم الأسرة المعيشية 2.43، أما متوسط حجم العائلات فبلغ 3.04.
بلغ العمر الوسطي للسكان 34.5 عاماً. وكانت نسبة 27.8% من القاطنين تحت سن الثامنة عشر، وكانت نسبة 9% بين الثامنة عشر والرابعة والعشرين عاماً، ونسبة 24.9% كانت واقعةً في الفئة العمرية ما بين الخامسة والعشرين والرابعة والأربعين عاماً، ونسبة 22.1% كانت ما بين الخامسة والأربعين والرابعة والستين، ونسبة 16.2% كانت ضمن فئة الخامسة والستين عاماً فما فوق. وتوزع التركيب الجنسي للسكان بنسبة 48.4% ذكور و51.6% إناث.

## أعلام
- ديوك كوك